# Épanagogue
 

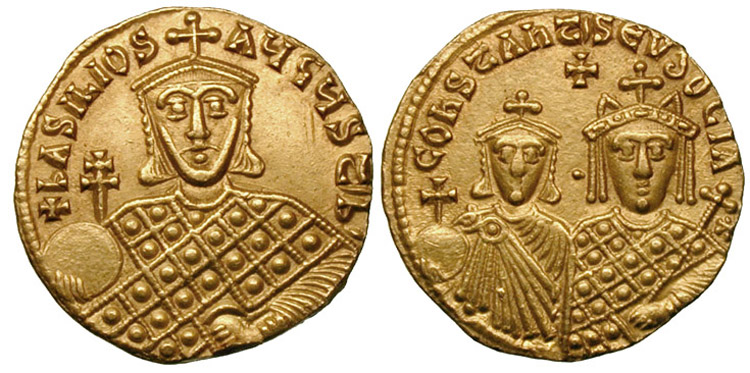
Solidus d’or montrant Basile Ier sur l’avers, avec Constantin et Eudocie Ingérina au revers.

L'Épanagogue (en grec ancien : Ἐπαναγωγή / Epanagōgḗ, « retour »), ou plus exactement l'Eisagogue (en grec ancien : Εἰσαγωγή [τοῦ νόμου] / Eisagōgḗ [toû nómou], « introduction [à la loi] ») est un code de loi promulgué en 886. Débuté sous l'empereur Basile Ier le Macédonien (r. 867-886), il n'est achevé que sous son fils et successeur Léon VI le Sage (r. 886-912). Comme le suggère son nom, il devait être une introduction à la législation des Basiliques, publiés plus tard sous le règne de Léon,.
Le travail, organisé en 40 volumes, couvre presque l'ensemble des sphères de la loi, et est explicitement destiné à remplacer le code précédent, l’Ecloga, datant de la dynastie isaurienne. Il s'en inspire cependant en partie, bien que sa source principale est le Corpus iuris civilis de Justinien Ier (r. 527-565), quoique souvent très altéré,. Le patriarche Photios de Constantinople participe à sa compilation et en écrit la préface, ainsi que deux sections traitant de la position et du pouvoir de l'empereur byzantin et du patriarche. Les pouvoirs du patriarche apparaissent dans l'Eisagogue remarquablement plus étendus que sous la législation de Justinien, que ce soit vis-à-vis de l'empereur ou des autres patriarcats de la Pentarchie,.
L’Épanagogue perd son usage officiel peu de temps après sa publication, étant remplacé par le Procheiron (qui était autrefois considéré comme l'ancêtre de l’Épanagogue) vingt ans plus tard. Il sert cependant de base pour plusieurs codes de lois privés, comme l’Epanogoge Aucta ou le Syntagma Canonum. Par sa traduction en slavon, l’Épanagogue influe sur le droit canon russe, dont le Kormchaya Kniga du XIIIe siècle. Ses dispositions sur la position du patriarche et de l'Église vis-a-vis du dirigeant temporel joue un grand rôle dans la controverse autour du patriarche Nikon au XVIIe siècle.